# Elurofòbia

Gats.

L′elurofòbia o ailurofòbia és la por irracional als gats. Els que tenen aquesta fòbia se senten desprotegits a la presència d'aquests animals.